# Zisterzienserinnenabtei Maagdendale

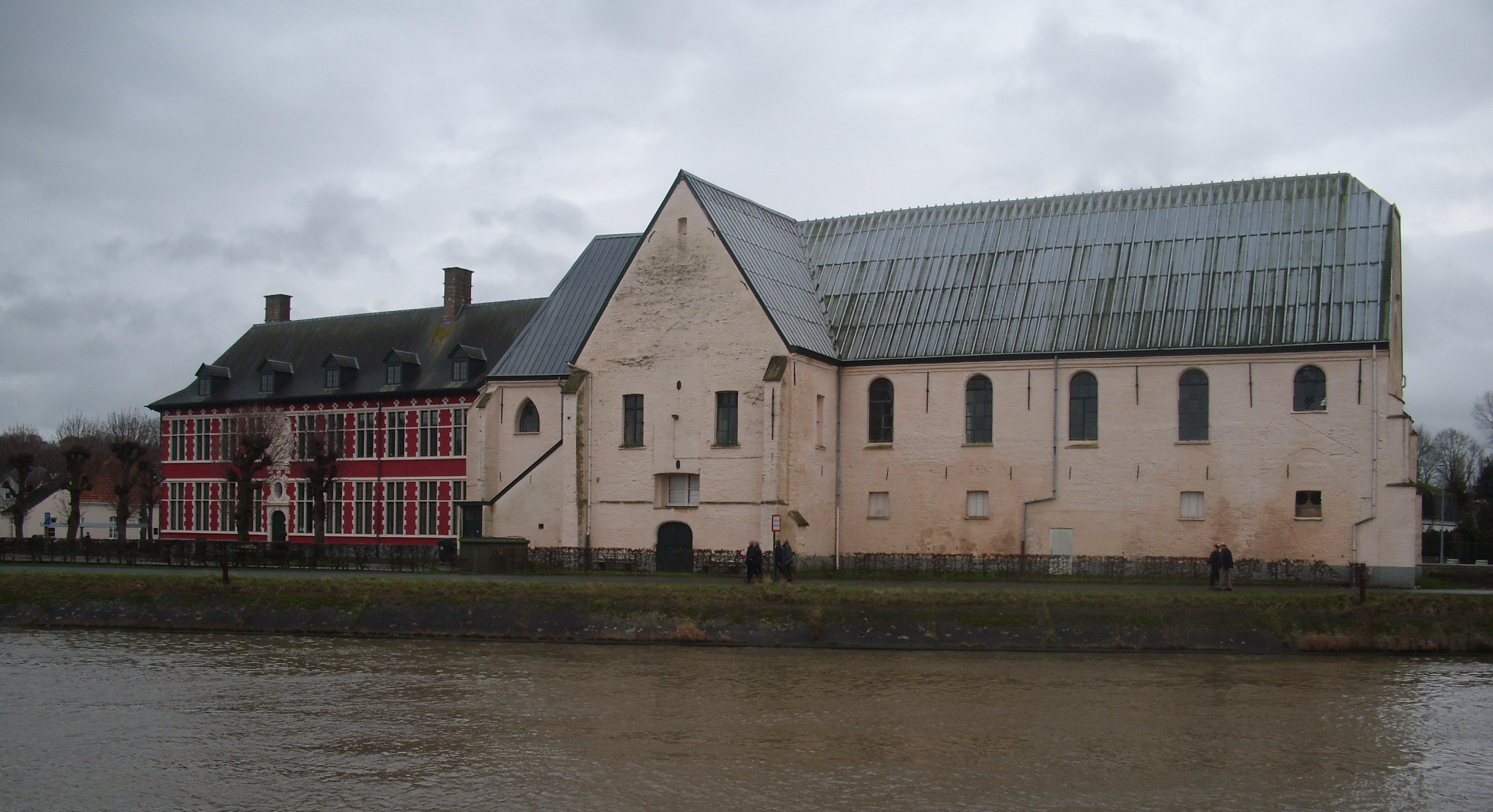
Klosterkirche

Die Zisterzienserinnenabtei Maagdendale war von 1234 bis 1796 ein Kloster der Zisterzienserinnen in Oudenaarde (Stadtteil Pamele), Provinz Ostflandern, Belgien. Die Abtei ist nicht mit der ehemaligen Zisterzienserinnenabtei Maagdendaal in Oplinter zu verwechseln.

## Geschichte
Das zu Beginn des 13. Jahrhunderts von den Baronen von Pamele südöstlich Oudenaarde in Flobecq gestiftete Zisterzienserinnenkloster Maagdendale (auch: Maagdendaele, französisch: Val-des-Vierges, „Jungfrauental“) wurde, dank einer weiteren Schenkung, ab 1234 an das rechte Ufer der Schelde nach Pamele (heute: Oudenaarde) verlegt und progressiv mit Baulichkeiten versehen. 1576 hatte das Kloster unter den Geusen zu leiden, konnte sich aber am Ort halten, bis es 1796 durch die Französische Revolution aufgelöst wurde. Von 1830 bis 1966 dienten die Gebäude als Kaserne. Dann wurden die gotische Abteikirche aus dem 13. Jahrhundert sowie das Äbtissinnenhaus und ein Torhaus aus dem 17. Jahrhundert restauriert. Heute beherbergen sie (in der Maagdendale-Straße) das Stadtarchiv und die Akademie der bildenden Künste.